# 蜀鑫路站
蜀鑫路站位于中华人民共和国四川省成都市青羊区蜀江路与蜀鑫路交叉口西侧地下，是成都地铁27号线的地铁车站，一期工程终点站，于2024年12月19日启用。

## 车站概要
蜀鑫路站位于成都市青羊区苏坡街道蜀江路与蜀鑫路交叉口西侧，沿蜀江路东西向设置。因车站与蜀鑫路垂直相交而得名。本站在规划阶段曾用名“何元门站”。在站名公示阶段，曾有市民建议以附近的何元门社区为据，将本站命名为“何元门站”，惟成都市民政局考察后发现本站不在何元门社区境内（何元门属于金牛区），且何元门的历史来源不明确，故未有采纳此意见。
在原建设规划方案中，27号线一期终点为黄忠站，未包含本站。为吸引外金沙片区客流，提高全线客流服务水平，初步设计方案较建设规划方案在终点端延长两站两区间，故现时终点站改至本站。

## 车站结构
蜀鑫路站为地下二层单柱双跨11米岛式站台车站。全长614米，宽19.9米，总建筑面积26747平方米。车站采用明挖法施工。本站作为一期工程终点站，设置了站后折返线，故车站长度较长。

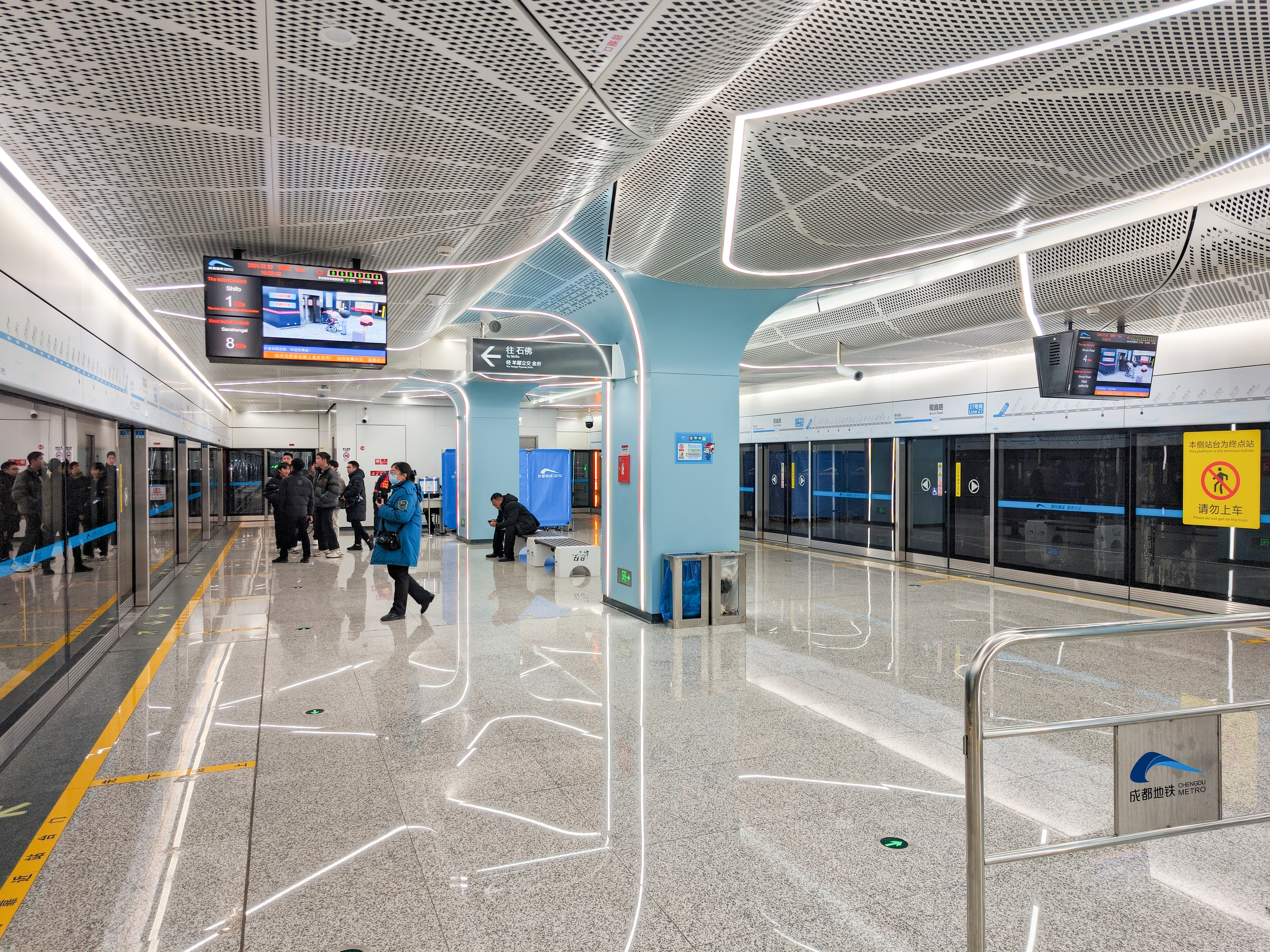
站台
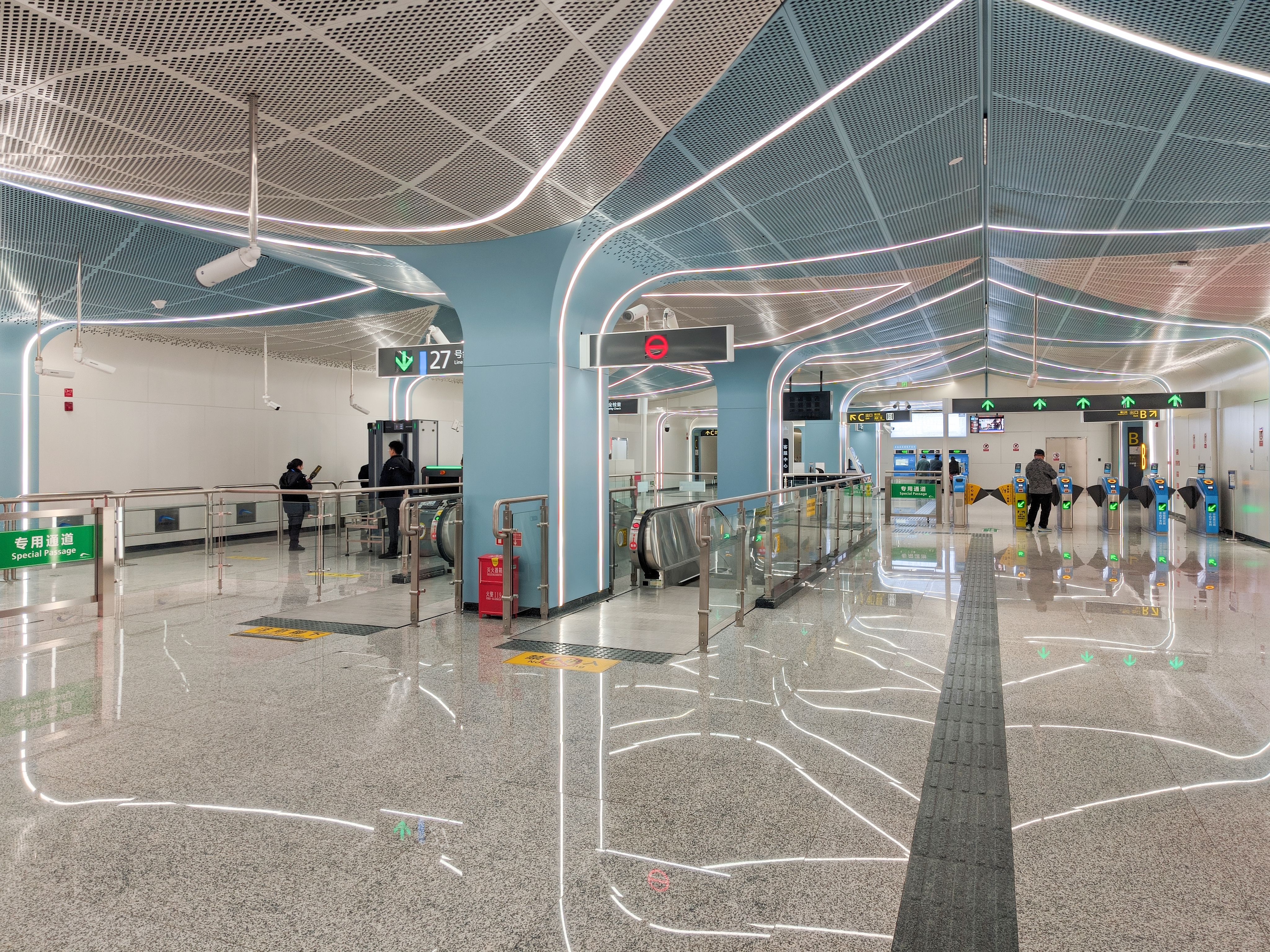
站厅

| 地面              | 0    | 出口A–D                                                                                           |
| 地下一层          | 站厅 | 自助购票 客服中心                                                                                 |
| 地下二层          | 站台 | \| \| \| 27号线往石佛（金沙滨河公园） \| \| 島式 · 開左邊车门 \| \| \| \| \| \| 27号线下客站台 \| |
|                   |      | 27号线往石佛（金沙滨河公园）                                                                      |
| 島式 · 開左邊车门 |      |                                                                                                   |
|                   |      | 27号线下客站台                                                                                    |

- 站台
- 站厅

## 出入口
本站目前开放6个出入口。
|              |                     |                      |      |
| 编号         | 设施                | 指示                 | 照片 |
|              | 无障碍电梯          | 金泽路、西三环路四段 |      |
| 出口 · B     |                     | 蜀江路               |      |
| 出口 · C · 1 | 无障碍电梯          | 董家店路、清源一路   |      |
| 出口 · C · 2 |                     | 董家店路、蜀江路     |      |
| 出口 · D · 1 | 无障碍卫生间 哺乳室 | 蜀鑫路、金泽路       |      |
| 出口 · D · 2 | 无障碍卫生间 哺乳室 | 金泽路、西三环路四段 |      |

## 大事记
- 2021年10月14日，蜀鑫路站开始主体结构施工。[7]